# Rize
Rize (z řeckého riza (ριζα “τα ριζα του βουνου”) „horské svahy“, arménsky Ռիզե) je město v severovýchodním Turecku, centrum stejnojmenné provincie. Leží na pobřeží Černého moře, nedaleko města jsou Trabzon (po pobřežní dálnici 66 km na západ) a Hopa (po pobřežní dálnici 88 km na východ). Do roku 1923 tvořili většinu obyvatel Pontští Řekové.
Rize je centrem tureckého čajového průmyslu.

## Obyvatelstvo
| Rok  | Počet obyvatel |
| ---- | -------------- |
| 1975 | 36 044         |
| 1980 | 43 407         |
| 1985 | 50 221         |
| 1990 | 52 031         |
| 1997 | 73 420         |
| 2000 | 78 144         |

## Slavní rodáci
- Kazım Ayvaz (1938-2020) - turecký zápasník, olympijský vítěz z roku 1964
- Mehmet Âkif Pirim - turecký zápasník, olympijský vítěz z roku 1992